# فودي بويا كامارا
فودي بويا كامارا (بالفرنسية: Fode Bouya Camara)‏ هو لاعب كرة قدم غيني في مركز الوسط، ولد في 1946 في كوناكري في غينيا.

## وصلات خارجية
- فودي بويا كامارا على موقع الاتحاد الدولي (مؤرشف)  (الإنجليزية)
- فودي بويا كامارا على موقع ناشيونال فوتبول تيمز (الإنجليزية)
- فودي بويا كامارا على موقع عالم كرة القدم.نت (الإنجليزية)
- فودي بويا كامارا على موقع أوليمبيديا (الإنجليزية)